# Mareno di Piave
Mareno di Piave é uma comuna italiana da região do Vêneto, província de Treviso, com cerca de 7.870 habitantes. Estende-se por uma área de 27 km², tendo uma densidade populacional de 291 hab/km².
Mareno di Piave faz fronteira com Cimadolmo, Codognè, Conegliano, San Vendemiano, Santa Lucia di Piave, Spresiano, Vazzola.

## Demografia
| Variação demográfica do município entre 1861 e 2011                               |
|                                                                                   |
| Fonte: Istituto Nazionale di Statistica (ISTAT) - Elaboração gráfica da Wikipedia |